# Troostită

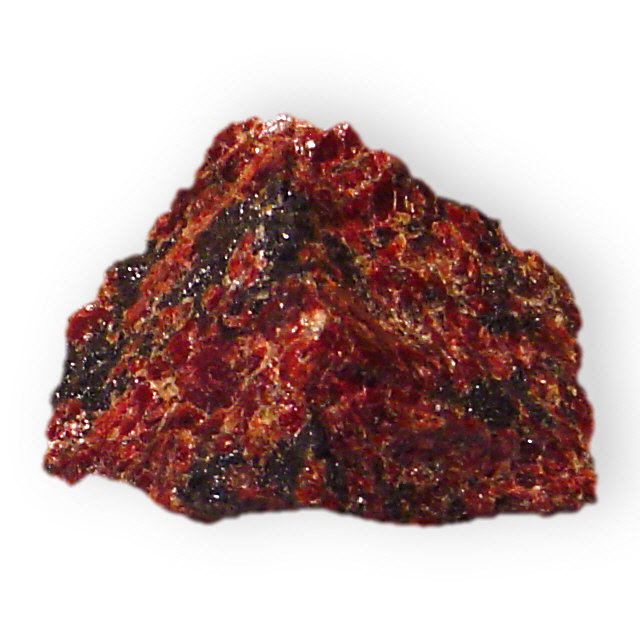
Troostita

Troostita este un constituent structural al oțelului.